# Manuel Alonso Martínez
Manuel Alonso Martínez (Burgos, 1 de enero de 1827-Madrid, 13 de enero de 1891) fue un jurista y político español. Ministro de Fomento, Hacienda y Gracia y Justicia en varias ocasiones, gozó de la confianza de Isabel II, Alfonso XII y la reina regente María Cristina de Habsburgo.
Su bufete fue durante décadas uno de los más prestigiosos de España y también se le considera como el principal impulsor de la carrera política de su yerno, el conde de Romanones. Se considera como uno de sus logros más importante conseguir la aprobación del Código Civil español por Ley de 11 de mayo de 1888 tras la consiguiente tramitación parlamentaria, para lo cual tuvo que afrontar severas críticas por parte de los seguidores de la escuela histórica, cuyo principal representante en la época era Manuel Durán y Bas.

## Biografía
Nació en la ciudad de Burgos, en la calle Fernán González. Estudió Derecho y Filosofía y Letras en la Universidad Central de Madrid. Ejerció como abogado en su ciudad natal hasta que durante el Bienio Progresista fue elegido diputado por la provincia de Burgos. De 1855 a 1856 desempeñó el cargo de ministro de Fomento bajo el gobierno de Baldomero Espartero, destacando su labor en la financiación del Canal de Isabel II, y se le otorgó la Gran Cruz de la Orden de Carlos III. 

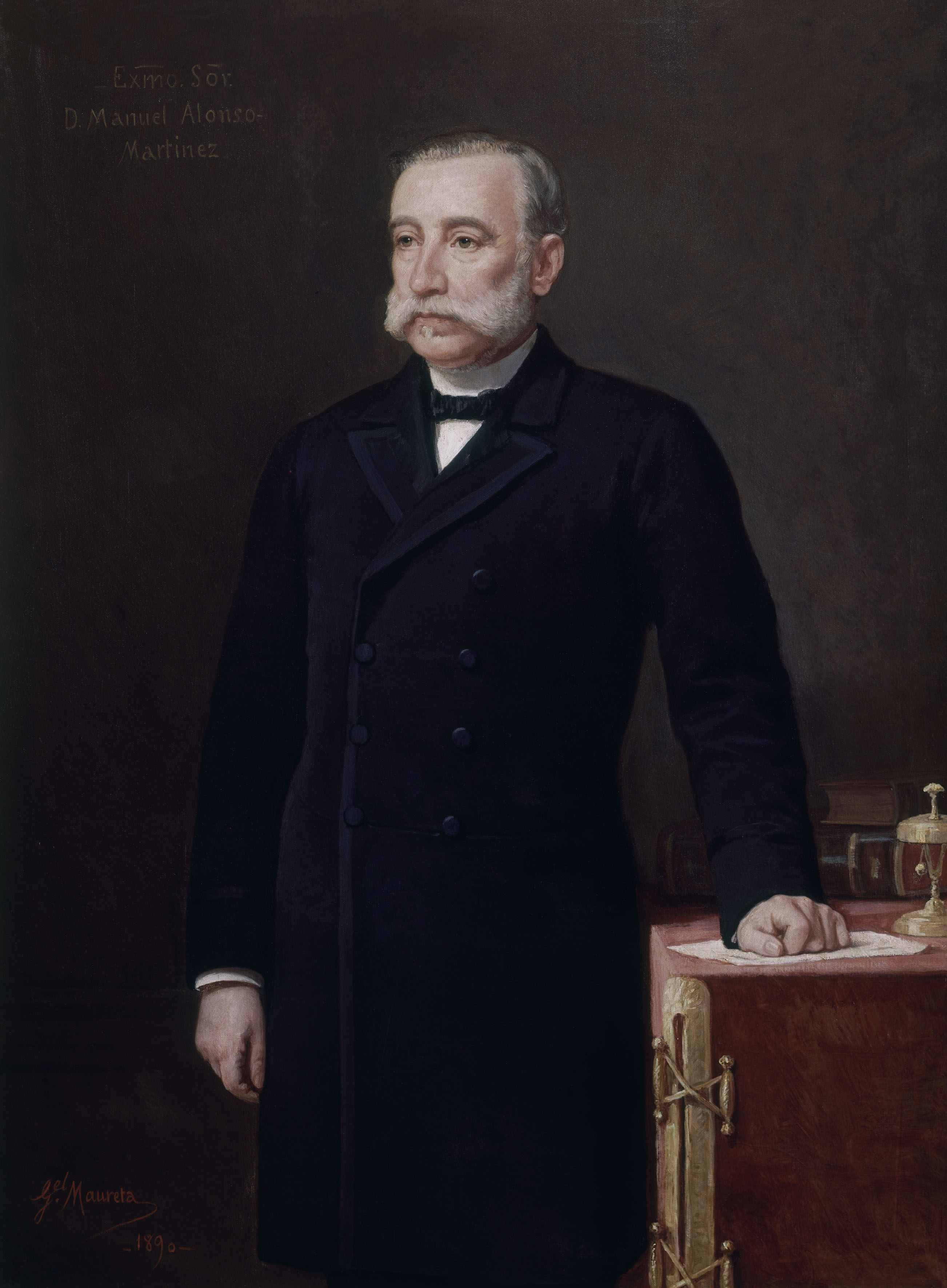
Manuel Alonso Martínez (1890), pintado por Gabriel Maureta (Congreso de los Diputados)

Se unió a la Unión Liberal de Leopoldo O'Donnell en 1857 y ocupó el cargo de gobernador civil de Madrid. De 1865 a 1866, durante la decadencia de los gobiernos liberales y antes del Sexenio Democrático, fue ministro de Hacienda. 
Con el derrocamiento de Isabel II abandonó la vida política. En 1869 fue elegido presidente de la Real Academia de Jurisprudencia y Legislación y ejerció como jurista y escritor. En 1875, tras la restauración de la monarquía en la persona de Alfonso XII, fue nombrado presidente de la comisión que habría de redactar el proyecto de Constitución de 1876. 

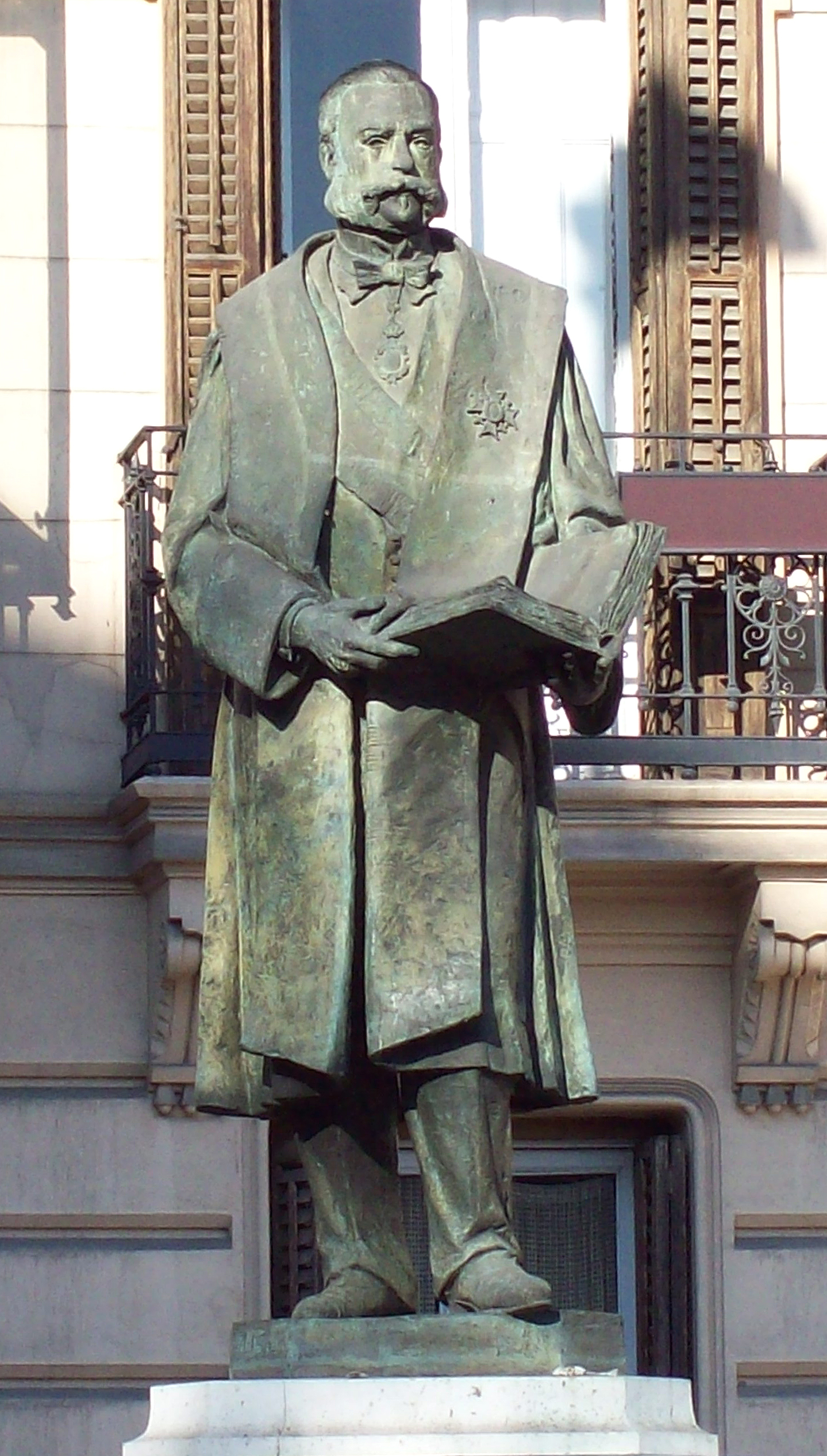
Monumento a Alonso Martínez en Madrid, obra del escultor José Luis Parés Parra.

En 1881 fue nombrado ministro de Gracia y Justicia bajo la presidencia de Práxedes Mateo Sagasta, cargo desde el que participó activamente en la redacción del Código Civil. Alonso Martínez fue partidario de la codificación del derecho civil español para poner solución a los problemas a los que se enfrentaban los jueces a la hora de establecer la prelación entre distintas normas que regían en diferentes zonas de España. Siendo ministro de Gracia y Justicia, en un discurso clave de 1881, llegó a decir: «Nuestro derecho civil es la imagen del caos...». Y explicitaba en qué consistía ese caos del que hablaba:

El statu quo, lo mismo en las provincias de derecho común que en las de régimen foral, es la prolongación de la anarquía legislativa, la cual lleva tras sí, como obligado cortejo, la duda e incertidumbre en los derechos del ciudadano, el desconocimiento de sus deberes, la confusión y el embrollo en las discusiones judiciales, la variedad y contradicción en los fallos, la arbitrariedad judicial, la aglomeración de pleitos dispendiosos que o no llegarían a establecerse o se resolverían pronto y fácilmente con un Código conciso y claro.

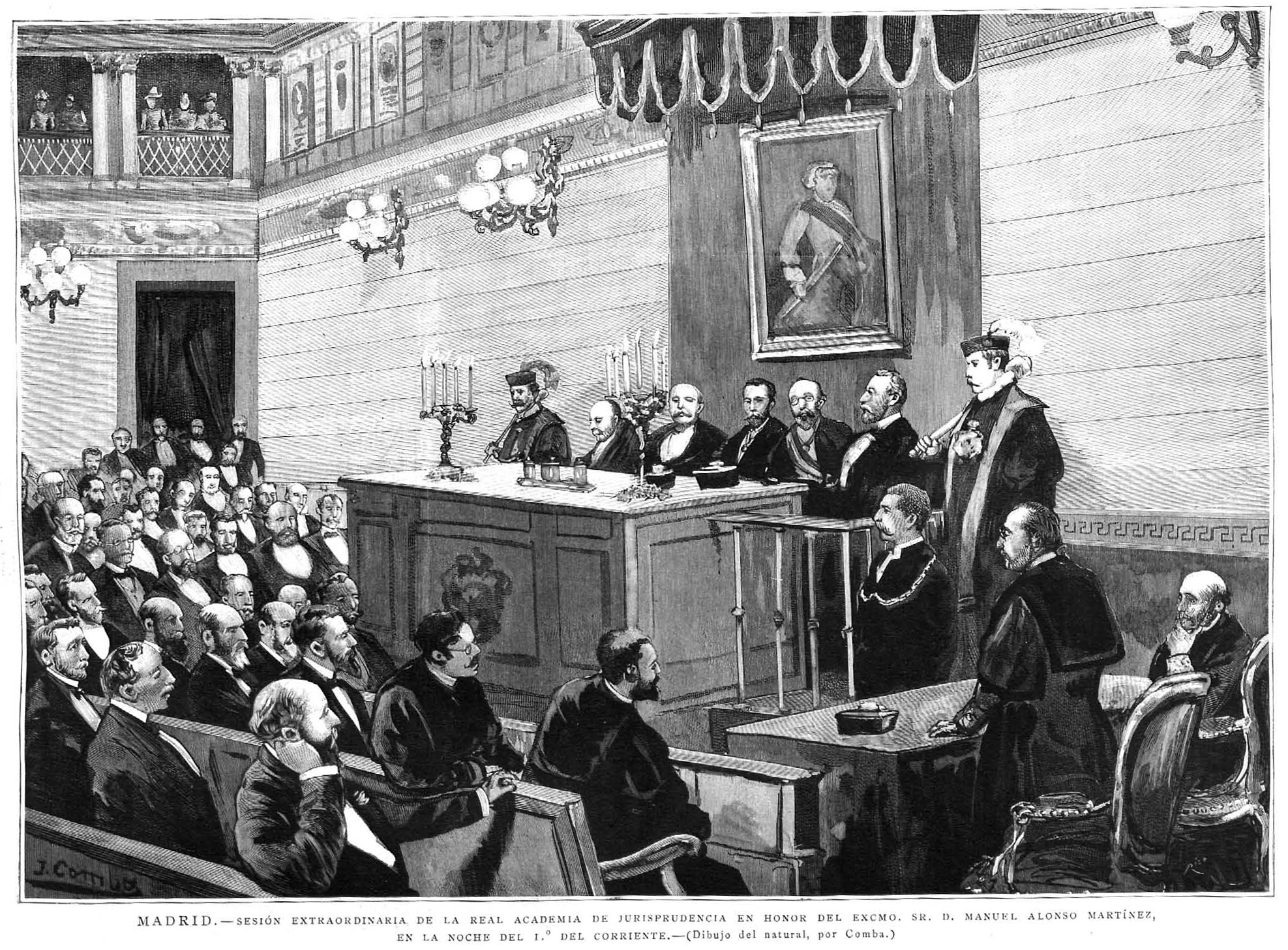
Sesión extraordinaria de la Real Academia de Jurisprudencia en honor de Manuel Alonso Martínez (1 de mayo de 1889)

Además de la simplicidad legal, Alonso Martínez también estaba a favor de la codificación por considerarla un instrumento político que favorecería la unidad nacional. Consideraba la codificación de la legislación civil como un primer paso hacia la unidad legislativa total, o casi total, en todo el territorio español. Este principio de unidad legislativa estaba recogido en la Constitución de 1876, así como en las anteriores, que la última había mantenido. Por todo ello, él mismo se declaró, en su famoso discurso de 1881, firme defensor de la codificación: «Lo declaro franca y noblemente, mi sueño dorado es la publicación del Código civil...».
En 1889 fue elegido presidente del Congreso de los Diputados. A su muerte, su viuda, Demetria Martín y Baraya, fue distinguida con el título de marquesa de Alonso Martínez.

## Ideología

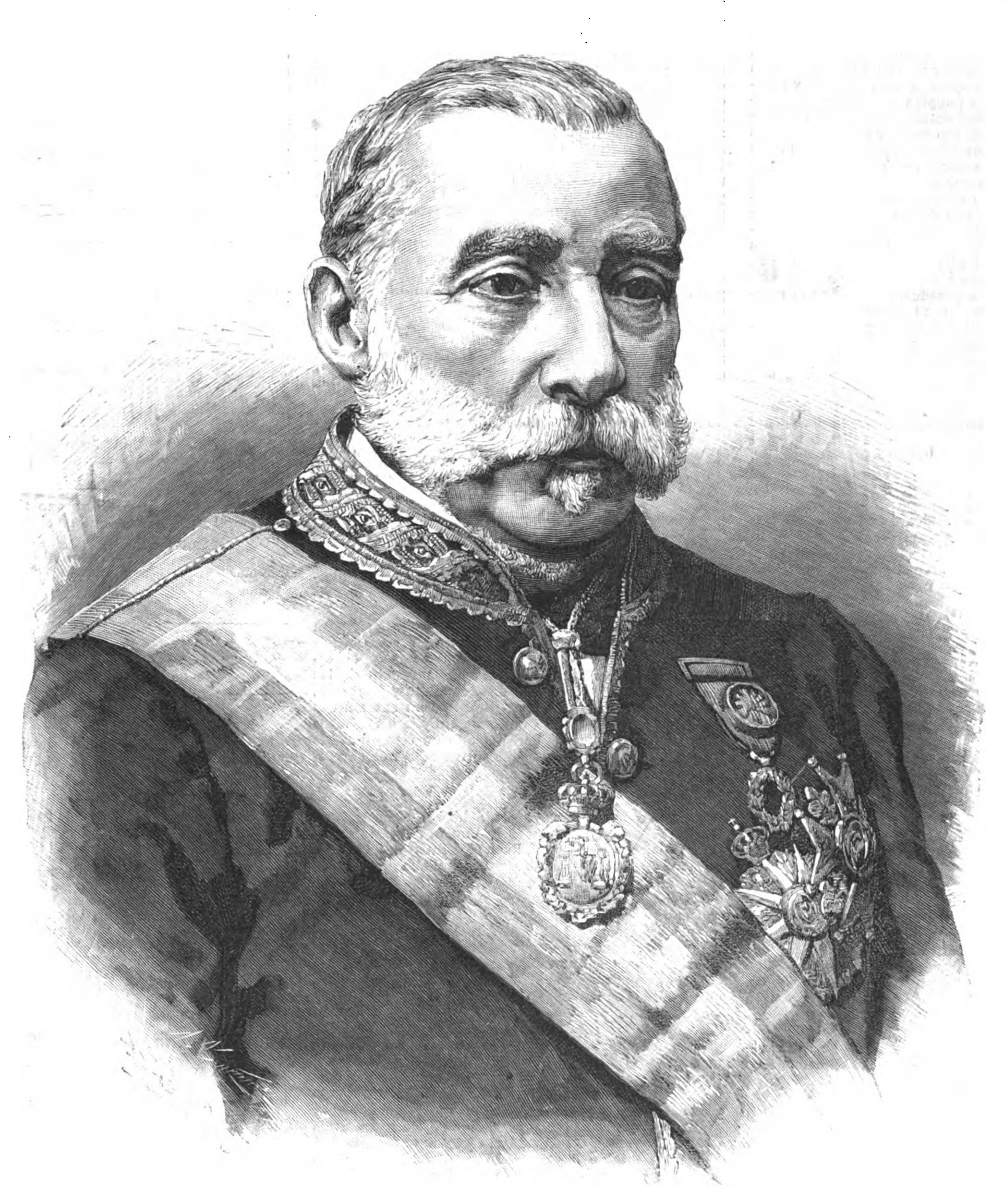
Alonso Martínez en un grabado a partir de fotografía de Fernando Debas, publicado en La Ilustración Española y Americana, 1891

Aunque perteneció al movimiento liberal, Alonso Martínez destacó por convicciones más propias del Antiguo Régimen. Convencido de que llevar al extremo las libertades individuales de los hombres podía llevar a situaciones caóticas, creía en la sociedad organizada jerárquicamente. Así, mantenía el discurso aristotélico y se enfrentaba no solo a cualquier teoría socialista, sino al pensamiento krausista igualmente.
Era partidario de la unión de los pueblos en comunidades políticas cada vez más grandes y se declaraba reticente a la influencia de los localismos.